# Manifa
Manifa – doroczna demonstracja feministyczna organizowana w związku z Dniem Kobiet w różnych częściach Polski, w Warszawie przez nieformalną grupę Porozumienie Feministyczne 8 Marca. Odbywa się 8 marca lub w najbliższe temu dniu soboty lub niedziele. Nazwa pochodzi od slangowego skrócenia słowa manifestacja, używanego w tej formie przez opozycję antyrządową w latach 80. XX w.
Manifa, która początkowo została jednorazowo zorganizowana m.in. w proteście przeciwko policyjnej akcji w Lublińcu, gdzie policjanci na podstawie anonimowego donosu zatrzymali w czasie badania pacjentkę ginekologa i zmusili ją do poddania się badaniu kryminalistycznemu. Inicjatywa organizacji w Warszawie demonstracji z okazji Światowego Marszu Kobiet wyszła od organizacji pozarządowych (m.in. Federacja na Rzecz Kobiet i Planowania Rodziny oraz Centrum Praw Kobiet) oraz grupy anarchofeministycznej Wiedźma, które ogłosiły otwarte spotkanie organizacyjne na łamach biuletynu „Ośrodek Informacji Środowisk Kobiecych – OŚKa”. Pierwsza Manifa przypominała swoją happeningową formą demonstrację „Odzyskać  Noc” organizowaną w 1998 roku w Warszawie przez grupę Kobiety przeciwko Dyskryminacji i Przemocy (później Emancypunx). Manifa przerodziła się z czasem w ogólnopolską demonstrację feministyczną oraz ogólnie antydyskryminacyjną, a także otwarcie antyklerykalną. Nastąpiła stopniowa radykalizacja haseł. 

## Historia i poruszane tematy

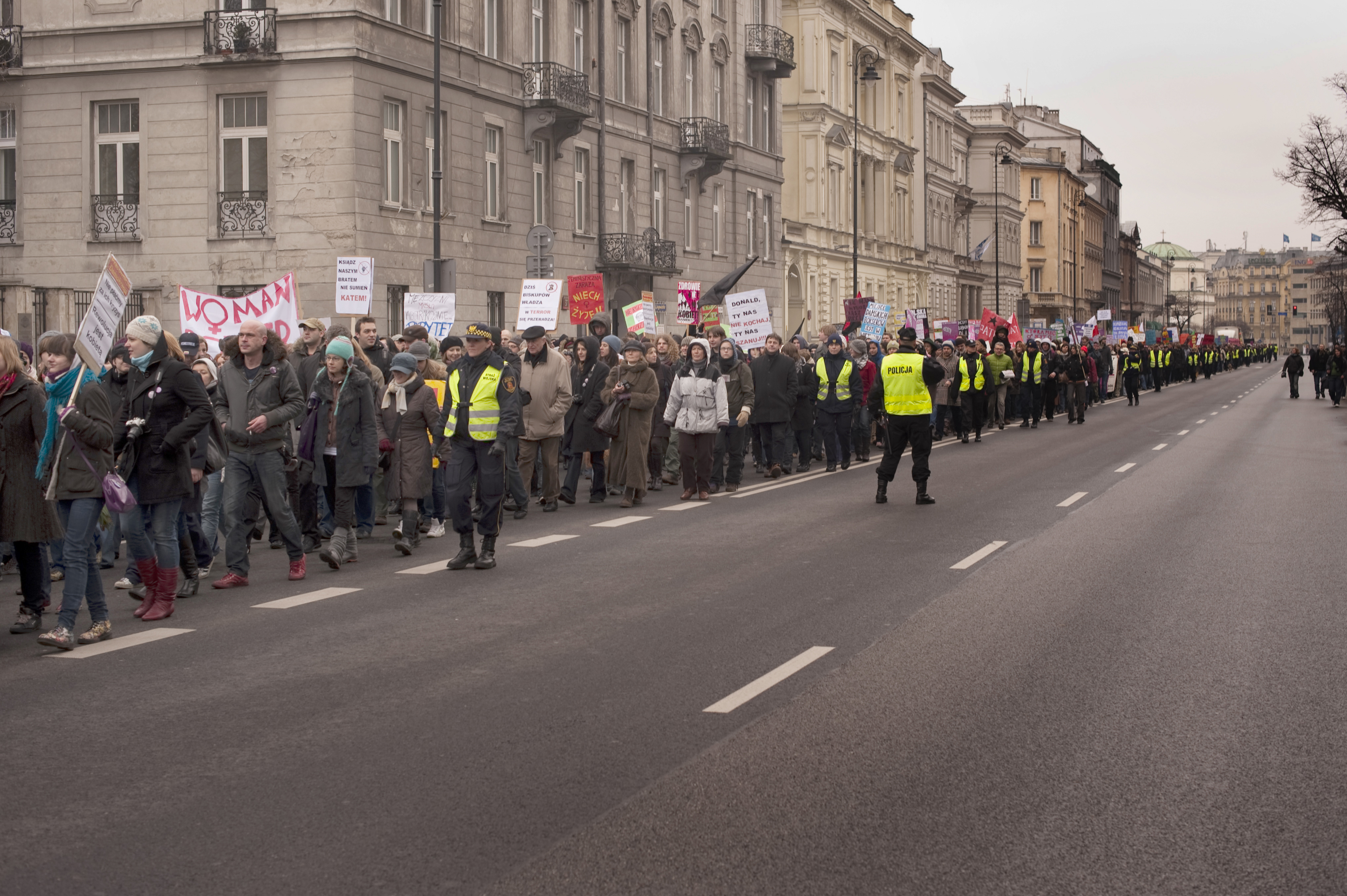
Manifa 2009 w Warszawie

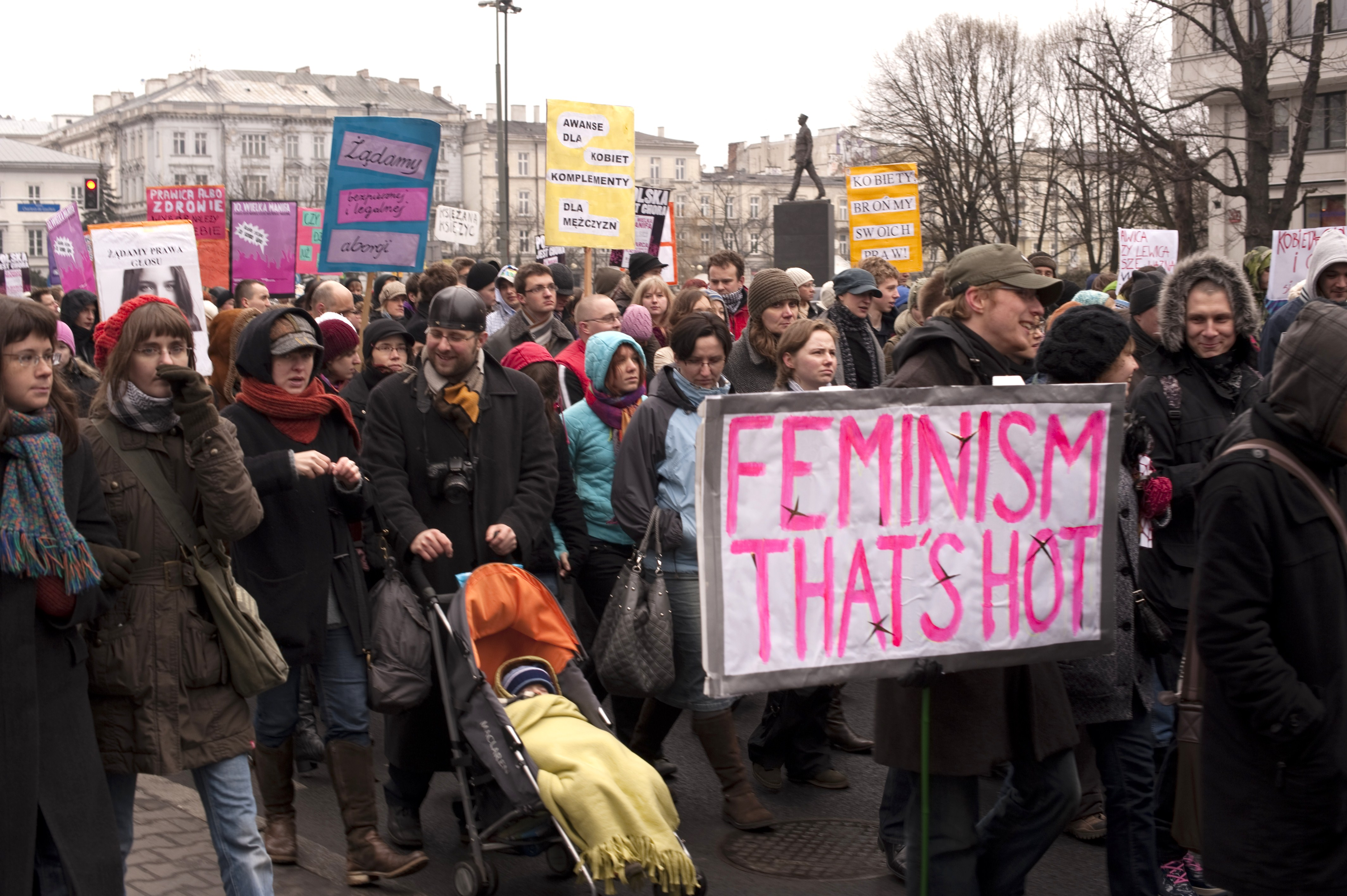
Manifa 2009 w Warszawie

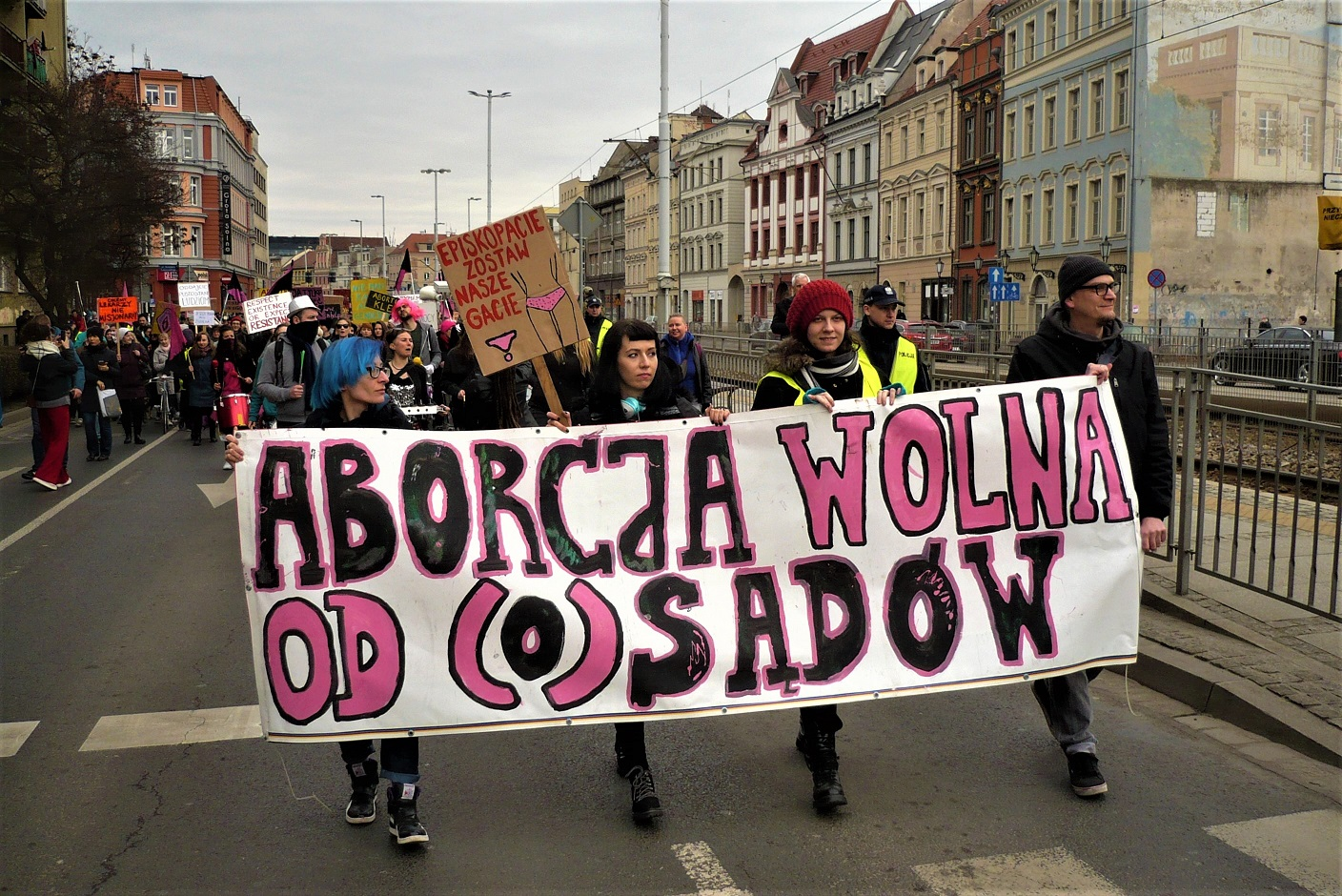
Manifa we Wrocławiu, 10.03.2018 r.

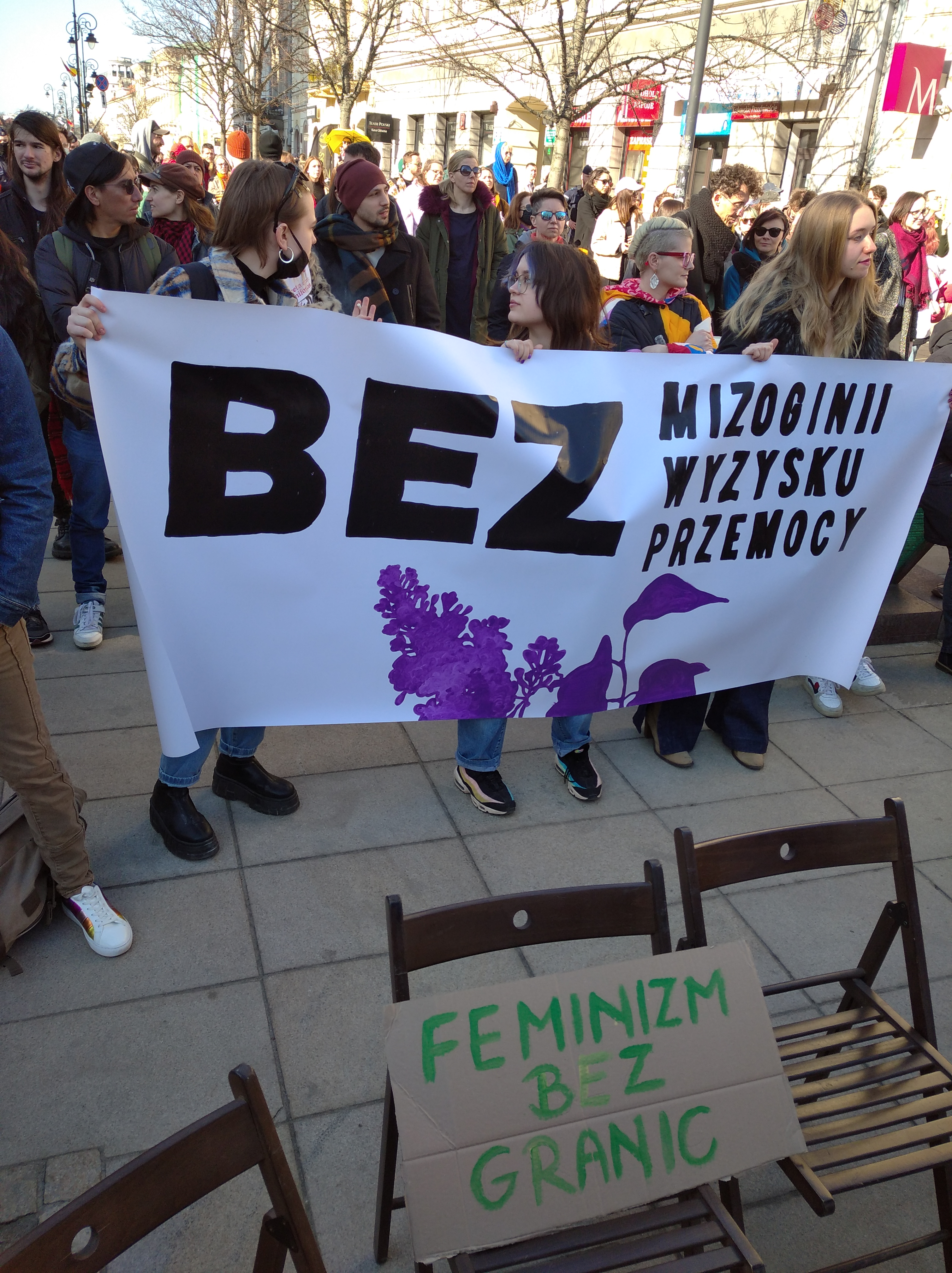
Warszawska manifa 20 marca 2022.

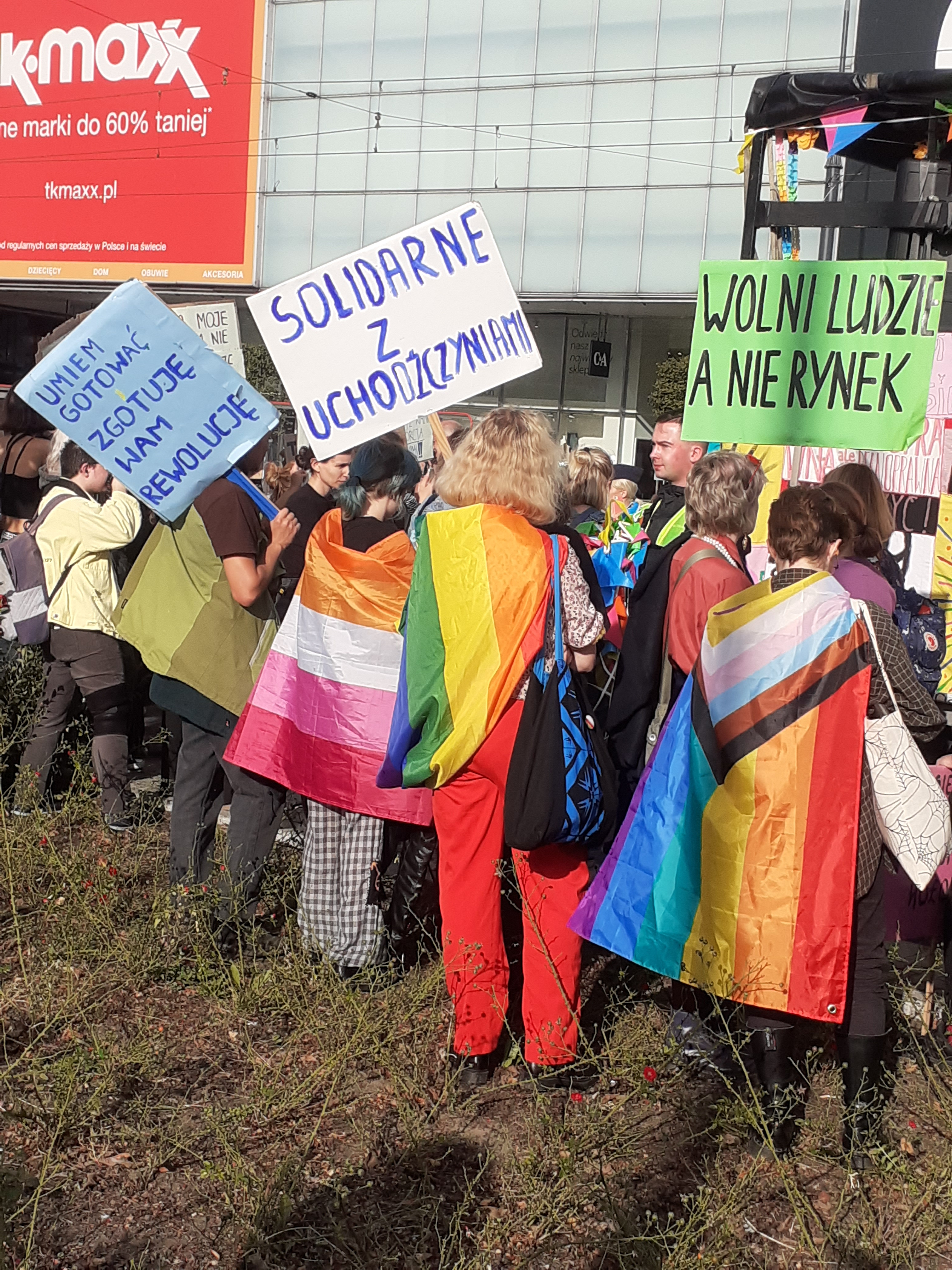
Manifa w Warszawie w 2023.

- 2000: Pierwsza Manifa odbyła się 8 marca 2000 w Warszawie pod hasłem „Demokracja bez kobiet to pół demokracji”. Jej celem było zwrócenie uwagi na nasilającą się, zdaniem organizatorek i uczestników, tendencję przyzwolenia na dyskryminowanie kobiet, czego objawem miała być m.in. tzw. „polityka prorodzinna” ówczesnego rządu AWS. Demonstracja była częścią Światowego Marszu Kobiet[4]. W demonstracji wzięło udział do 150 osób, m.in. Shoshana Ronen[5].
- 2001: II Manifa (hasło przewodnie: „Nie daj sobie zamknąć ust byle czym”) odbyła się 8 marca 2001.
- 2002: III Manifa (pod hasłami „Moje życie – mój wybór” oraz „3 razy TAK: TAK dla edukacji seksualnej, TAK dla antykoncepcji, TAK dla prawa do aborcji”) 8 marca 2002 przemaszerowała Traktem Królewskim spod Pałacu Staszica do Kolumny Zygmunta.
- 2003: IV Manifa („Nasze ciała, nasze życie, nasze prawa”) odbyła się 8 marca 2003. Uczestniczki manifestowały przeciwko przemocy domowej oraz, ich zdaniem, obecnym w życiu publicznym seksizmowi, obraźliwym dla kobiet reklamom, a także zachodzącemu, ich zdaniem, łamaniu praw obywatelskich, szczególnie praw reprodukcyjnych. W Manifie w Warszawie wzięło udział około 300 osób, w tym także Izabela Jaruga-Nowacka. Poza Warszawą zorganizowano Manifę w Gdańsku[9].
- 2004: V Manifa („Dziewczyny potrzebne są czyny”), 7 marca 2004.
- 2005: VI Manifa („Jesteśmy silne, razem silniejsze”), 6 marca 2005, współorganizowana była przez Porozumienie Kobiet 8 Marca oraz Porozumienie Lesbijek[6].
- 2006: VII Manifa („Walczmy razem! Bądźmy wolne! Brońmy swoich praw!”), 5 marca 2006, wyruszyła spod budynku Sejmu.
- 2007: VIII Manifa („Wielki marsz solidarności kobiet”), 4 marca 2007, przemaszerowała z pl. Defilad na ul. Wiejską.
- 2008: IX Manifa („Hasło dowolne, chcemy być wolne”), 8 marca 2008, poruszała tematy ochrony zdrowia, przemocy w rodzinie oraz dyskryminacji finansowej kobiet. Akcję wspierali i udział wzięli, wśród 2000 innych uczestników i uczestniczek, między innymi: Magda Mosiewicz, Kinga Dunin, Maja Ostaszewska, Izabela Jaruga-Nowacka, Magdalena Środa, Katarzyna Herman, Robert Biedroń (wraz z babcią), Hanna Samson, Jacek Żakowski, Katarzyna Kwiatkowska, Piotr Pacewicz, Katarzyna Miller, Janina Paradowska[10].
- 2009: X Manifa („Każda ekipa ta sama lipa”). Protestowano m.in. przeciwko postulowanej przez Jarosława Gowina ustawie bioetycznej, uniemożliwiającej stosowanie zapłodnienia pozaustrojowego[11]. Udział w demonstracji wzięli m.in. Magdalena Środa i Piotr Gadzinowski.
- 2010: XI Manifa („Żłobki, a nie stadiony”). Udział w demonstracji wzięli m.in. Ryszard Kalisz, Zuzanna Łapicka i Daniel Olbrychski[12].
- 2011: XII Manifa („Dość wyzysku, wymawiamy służbę”) w Warszawie odbyła się 6 marca 2011; była poświęcona pamięci Izabeli Jarugi-Nowackiej, która zginęła rok wcześniej w katastrofie lotniczej. W demonstracji wzięło udział około 2000 osób, m.in. Małgorzata Fuszara, która krytykowała różnice w wynagrodzeniu kobiet i mężczyzn[13]. Z benefisowym koncertem wystąpiła Gaba Kulka[14].
- 2012: XIII Manifa („Przecinamy pępowinę”) w Warszawie 11 marca 2012, która zgromadziła wedle różnych źródeł 1500, 2000 lub ponad 3000 osób, odbyła się pod hasłami antyklerykalnymi, przechodząc spod Pałacu Kultury i Nauki przed gmach Sejmu. W demonstracji wzięli udział m.in. politycy Ruchu Palikota: Janusz Palikot, Wanda Nowicka i Joanna Senyszyn[15][7][8][2]. Poza Warszawą znacznie mniej liczne Manify odbyły się 8 marca w Łodzi, Krakowie i Poznaniu, 10 marca w Toruniu i Kielcach oraz równocześnie z warszawską 11 marca w Olsztynie i we Wrocławiu[2].

- 2013: XIV Manifa („O Polkę niepodległą”) przeszła przez Warszawę 10 marca 2013 roku. Jeden z najważniejszych postulatów XIV Manify brzmiał: „Powiedzmy głośno, że chcemy być wolne. Chcemy być niepodległe! Chcemy odzyskać nasze siły, nasz czas i nasze ciała! Jeszcze Polka nie zginęła!”[16].
- 2014: XV Manifa („Równość w domu, w szkole, w pracy”) przemaszerowała 9 marca 2014. XV Manifa była całkowicie poświęcona tematowi Gender i histerii z nim związanej. W marszu wzięło udział około 5 tysięcy osób[17][18].
- 2015: XVI Manifa („Wszystkie jesteśmy u siebie”) odbyła się 8 marca 2015. Wśród najważniejszych obszarów tego hasła wskazywano przemoc wobec kobiet, problem niepłacenia alimentów, migrantki, uchodźczynie[19][20].
- 2016: XVII Manifa („Aborcja w obronie życia”) odbyła się 6 marca 2016. Najważniejszym tematem Manify była legalna, bezpieczna i darmowa aborcja, ale podczas marszu i w gazetce upominano się o szeroko rozumianą sprawiedliwość reprodukcyjną, czyli in vitro, godne porody, edukację seksualną, darmową antykoncepcję itd.[21][22]
- 2017: XVIII Manifa („Przeciw przemocy władzy: dość wyzysku reprodukcyjnego”), 5 marca, była protestem przeciwko wszelkiej przemocy – instytucjonalnej, systemowej, ekonomicznej, fizycznej, seksualnej, psychicznej, symbolicznej, przeciwko zaniechaniom i bierności tam, gdzie potrzeba pomocy i wsparcia. Wskazywano, że wyzysk reprodukcyjny ma wymiar prawny, społeczny i ekonomiczny, i że prowadzi do ubóstwa, coraz większych podziałów społecznych i marginalizacji. Zorganizowano również pierwszą Manifę w Lublinie[23][24][25][26].
- 2018: XIX Manifa („Aborcja nie policja. Pomoc wzajemna nie przemoc systemowa”) przeszła ulicami Warszawy 4 marca. W haśle Manify zawierały się nie tylko prawa reprodukcyjne, ale także bezpieczeństwo socjalne, nierówności ekonomiczne, wykluczenie migrantek i migrantów, osób niepełnosprawnych, osób starszych, bezrobotnych i osób pracujących na umowach śmieciowych. Manifa pod tym samym hasłem odbyła się w wielu miastach: 3 marca – Łódź; 8 marca – Kraków, Trójmiasto; 10 marca – Katowice, Lublin, Poznań, Rzeszów, Toruń, Wrocław[27][28][29].
- 2019: XX Manifa („To my jesteśmy rewolucją. Dość litości dla przemocowych gości”) odbyła się w Warszawie 3 marca, tradycyjnie w niedzielę poprzedzającą Dzień Kobiet. Organizatorki wskazywały na rewolucyjny potencjał siostrzeństwa, samoorganizacji i pomocy wzajemnej i zachęcały do budowania sieci wsparcia i wspólnego wyrażania sprzeciwu wobec osób stosujących przemoc – fizyczną, psychiczną, seksualną lub ekonomiczną[30][31][32]. Manifa została zorganizowana w wielu miastach: 2 marca – Poznań („Ani pana, ani plebana. My jesteśmy rewolucją”)[33]